# Lohéac
Lohéac település Franciaországban, Ille-et-Vilaine megyében. Lakosainak száma 700 fő (2022. január 1.). Lohéac Guignen, Lieuron, Guipry-Messac és Val d'Anast községekkel határos.

## Népesség
A település népességének változása:
| Lakosok száma | 382  | 449  | 508  | 667  | 657  | 657  | 649  | 648  | 665  | 700  |
|               | 1968 | 1982 | 1990 | 2006 | 2013 | 2015 | 2017 | 2019 | 2020 | 2022 |